# Liga Nacional de Fútbol Femenino de Venezuela 2016
La temporada 2016 de la Liga Nacional Femenino de Venezuela fue la 13.ª edición del Campeonato Venezolano de Fútbol Femenino desde su creación en 2004. El torneo lo organizará la Federación Venezolana de Fútbol.
Un total de 38 equipos participan en la competición.
El campeón defensor es el Estudiantes de Guarico FC quien obtuvo su tercer título luego de luego de ganar el Torneo Apertura y Clausura de la edición anterior.

## Modalidad
El campeonato originalmente se dividía en dos torneos: Apertura y Clausura. A su vez, cada torneo tiene dos fases: en la primera fase, los clubes se dividen en seis grupos, integrados por cinco, seis y siete equipos respectivamente. Luego de jugar todos contra todos, los dos primeros de cada grupo clasificarán a la segunda etapa, de tipo eliminatorio. Juegan así tres rondas eliminatorias hasta decidir la final.
Las campeonas de la temporada se decide en una final que enfrenta al campeón del Apertura y el Clausura, excepto que un mismo equipo se corone en ambos torneos, lo cual implicaría el campeonato automático.
Después de llegar a acuerdo cambiaron el formato debido a la preparación para la Copa Mundial Femenina de Fútbol Sub-17 de 2016, Copa Mundial Femenina de Fútbol Sub-20 de 2016 y la Copa Libertadores Femenina 2016 que adelantó su fecha.

## Apertura 2016
Resultados oficiales de la Liga Nacional de Fútbol Femenino de Venezuela 2016.

### Grupo Oriental
|   | Equipo                 | JJ | JG | JE | JP | GF | GC | DG  | PTS |
| - | ---------------------- | -- | -- | -- | -- | -- | -- | --- | --- |
| 1 | Deportivo Anzoátegui   | 9  | 9  | 0  | 0  | 50 | 0  | 50  | 27  |
| 2 | San José de Paraguachí | 9  | 5  | 1  | 3  | 16 | 11 | 5   | 16  |
| 3 | Sulmona FC             | 9  | 4  | 2  | 3  | 12 | 18 | -6  | 14  |
| 4 | Cacherosas FC          | 9  | 4  | 1  | 4  | 17 | 21 | -4  | 13  |
| 5 | Prof. Antonio Mejías   | 9  | 1  | 2  | 6  | 7  | 28 | -21 | 5   |
| 6 | Academia Fariña        | 9  | 0  | 2  | 7  | 2  | 26 | -24 | 2   |

| 20 de febrero de 2016, 15:00 | San José de Paraguachi FC | 1:1 | Prof. Antonio Mejias FC | C.D. Nueva Esparta, Margarita |  |
|                              |                           |     |                         | Árbitro(s): ?                 |  |

| 20 de febrero de 2016, 15:00 | Sulmona FC | 1:1 | Academia Fariñas FC | Estadio Alterno Monumental de Maturín, Maturin |  |
|                              |            |     |                     | Árbitro(s): ?                                  |  |

| 20 de febrero de 2016, 15:00 | Deportivo Anzoátegui SC                                                             | 6:0     | Cacherosas FC | Estadio José Antonio Anzoátegui, Puerto La Cruz |               |
|                              | Natasha Rosas 36' 73' 78' · Yenni Rosal 40' · Andrea Pérez 47' · Yelitza Toledo 84' | Reporte |               | Árbitro(s): ?                                   | Árbitro(s): ? |

### Grupo Central I
|   | Equipo        | JJ | JG | JE | JP | GF | GC | DG  | PTS |
| - | ------------- | -- | -- | -- | -- | -- | -- | --- | --- |
| 1 | Caracas FC    | 9  | 9  | 0  | 0  | 57 | 6  | 51  | 27  |
| 2 | Pedagógico FC | 9  | 5  | 1  | 3  | 24 | 18 | 6   | 16  |
| 3 | UCV FC        | 9  | 4  | 3  | 2  | 25 | 12 | 13  | 15  |
| 4 | Atlético SC   | 8  | 3  | 2  | 3  | 19 | 13 | 6   | 11  |
| 5 | Petare FC     | 9  | 2  | 0  | 7  | 11 | 43 | -32 | 6   |
| 6 | Macarao FC    | 8  | 0  | 0  | 8  | 4  | 48 | -44 | 0   |

|               | PET  | CFC | PED | ATL | MAC | UCV |
| Petare FC     | X    |     |     |     |     |     |
| Caracas FC    | 11-0 | X   |     | 3-1 |     | 3-0 |
| Pedagogico FC |      |     | X   |     |     |     |
| Atlético SC   |      |     |     | X   |     |     |
| Macarao FC    |      | 0-5 |     |     | X   |     |
| UCV FC        |      |     | 2-2 |     | 7-3 | X   |

### Grupo Central II
|   | Equipo                  | JJ | JG | JE | JP | GF | GC | DG  | PTS |
| - | ----------------------- | -- | -- | -- | -- | -- | -- | --- | --- |
| 1 | Deportivo La Guaira     | 12 | 12 | 0  | 0  | 77 | 7  | 70  | 36  |
| 2 | Casa Portuguesa         | 12 | 9  | 1  | 2  | 49 | 11 | 38  | 28  |
| 3 | Atlético Yara           | 12 | 7  | 2  | 3  | 35 | 18 | 17  | 23  |
| 4 | Academia Puerto Cabello | 12 | 6  | 0  | 6  | 20 | 29 | -9  | 18  |
| 5 | AFF San Diego           | 11 | 4  | 0  | 7  | 15 | 33 | -18 | 12  |
| 6 | Paso de las Negras      | 11 | 2  | 2  | 7  | 8  | 35 | -27 | 8   |
| 7 | EF Juan Arango          | 12 | 2  | 2  | 8  | 8  | 37 | -29 | 8   |
| 8 | Real Deportivo Sucre    | 12 | 1  | 1  | 10 | 8  | 49 | -41 | 4   |

|                         | AFF | ACE | APC | PDN | YAR | SUC | POR | DLG |
| AFF San Diego           | X   |     | 5-2 |     | 1-4 |     |     |     |
| ACEFUC                  |     | X   |     | 2-1 |     |     |     | 1-9 |
| Academia Puerto Cabello |     |     | X   | 1-0 |     | 4-0 | 1-4 |     |
| Paso de las Negras      |     |     |     | X   | 0-0 | 7-0 |     |     |
| Atlético Yara           |     |     |     |     | X   |     |     |     |
| Real Deportivo Sucre    |     |     |     |     |     | X   | 0-7 | 0-8 |
| Casa Portuguesa         |     | 7-0 |     |     |     |     | X   | 2-3 |
| Deportivo La Guaira     | 5-0 |     |     |     | 7-1 |     |     | X   |

### Grupo Occidental
|   | Equipo                | JJ | JG | JE | JP | GF | GC | DG  | PTS |
| - | --------------------- | -- | -- | -- | -- | -- | -- | --- | --- |
| 1 | Caucheras FC          | 9  | 7  | 1  | 1  | 40 | 9  | 31  | 22  |
| 2 | Flor de Patria FC     | 9  | 7  | 1  | 1  | 32 | 7  | 25  | 22  |
| 3 | Independiente la Fría | 9  | 7  | 0  | 2  | 26 | 8  | 18  | 21  |
| 4 | Zamora FC             | 9  | 1  | 2  | 6  | 6  | 20 | -14 | 5   |
| 5 | Ureña SC              | 9  | 1  | 1  | 7  | 4  | 35 | -31 | 4   |
| 6 | Atlético Guanare      | 9  | 0  | 3  | 6  | 7  | 36 | -29 | 3   |

|                       | FDP | ILF | USC | CAU | ZAM | ATL |
| Flores de Patria FC   | X   |     | 9-0 |     |     |     |
| Independiente la Fría |     | X   | 4-0 |     |     | 9-0 |
| Ureña SC              |     |     | X   |     |     |     |
| Caucheras FC          | 2-2 |     |     | X   | 7-0 |     |
| Zamora FC             |     | 0-2 |     |     | X   |     |
| Atlético Guanare      | 1-5 |     | 2-1 | 2-4 |     | X   |

### Grupo Centro Occidental I
|   | Equipo              | JJ | JG | JE | JP | GF | GC | DG  | PTS |
| - | ------------------- | -- | -- | -- | -- | -- | -- | --- | --- |
| 1 | Carabobo FC         | 9  | 7  | 1  | 1  | 22 | 5  | 17  | 22  |
| 2 | Deportivo Lara      | 9  | 6  | 1  | 2  | 31 | 5  | 26  | 19  |
| 3 | Talentos Portuguesa | 9  | 4  | 1  | 4  | 11 | 10 | 1   | 13  |
| 4 | Independencia FC    | 9  | 3  | 2  | 4  | 12 | 21 | -9  | 11  |
| 5 | Atlético Nirgua     | 9  | 3  | 1  | 5  | 17 | 25 | -8  | 10  |
| 6 | Máximo Viloria      | 9  | 1  | 0  | 8  | 5  | 32 | -27 | 3   |
| 7 | Zulia FC (Retirado) | 0  | 0  | 0  | 0  | 0  | 0  | 0   | 0   |

|                     | MAX | LAR | IND | ZUL | POR | NIR | CAR |
| Máximo Viloria      | X   |     |     |     |     |     |     |
| Deportivo Lara      |     | X   |     |     | 3-0 |     |     |
| Independencia FC    |     |     | X   |     |     |     |     |
| Zulia FC            |     |     |     | X   |     |     |     |
| Talentos Portuguesa |     |     |     |     | X   |     |     |
| Atlético Nirgua     | 7-1 |     |     |     |     | X   |     |
| Carabobo FC         |     |     |     |     |     |     | X   |

### Grupo Centro Occidental II
|   | Equipo                 | JJ | JG | JE | JP | GF | GC | DG  | PTS |
| - | ---------------------- | -- | -- | -- | -- | -- | -- | --- | --- |
| 1 | Estudiantes de Guárico | 9  | 9  | 0  | 0  | 56 | 2  | 54  | 27  |
| 2 | Granate Sport          | 9  | 4  | 1  | 4  | 27 | 16 | 11  | 13  |
| 3 | Lanceras de Apure      | 9  | 4  | 0  | 4  | 17 | 17 | 0   | 12  |
| 4 | Deportivo Cojedes      | 9  | 3  | 1  | 4  | 14 | 25 | -11 | 10  |
| 5 | Fufem Aragua           | 9  | 2  | 2  | 5  | 8  | 24 | -15 | 8   |
| 6 | La Trinidad            | 9  | 1  | 0  | 8  | 7  | 45 | -38 | 3   |

|                        | LAN | FUF | GUA | COJ | GRA | TRI |
| Lanceras de Apure      | X   |     |     |     |     |     |
| Fufem Aragua           |     | X   | 0-6 |     |     |     |
| Estudiantes de Guárico |     |     | X   |     |     |     |
| Deportivo Cojedes      |     |     |     | X   |     |     |
| Granate Sport          |     |     |     |     | X   |     |
| La Trinidad            | 3-4 |     |     |     |     | X   |

## Hexagonal Final
Se juega en fase de todos contra todos de 2 rondas en partidos de ida y vuelta, los dos mejores clasifican a la gran final.

### Clasificación
|   | Equipo | JJ | JG | JE | JP | GF | GC | DG | PTS |
| - | ------ | -- | -- | -- | -- | -- | -- | -- | --- |
| 1 |        | 00 | 0  | 0  | 0  | 00 | 00 | 00 | 00  |
| 2 |        | 00 | 0  | 0  | 0  | 00 | 00 | 00 | 00  |
| 3 |        | 00 | 0  | 0  | 0  | 00 | 00 | 00 | 00  |
| 4 |        | 00 | 0  | 0  | 0  | 00 | 00 | 00 | 00  |
| 5 |        | 00 | 0  | 0  | 0  | 00 | 00 | 00 | 00  |
| 6 |        | 00 | 0  | 0  | 0  | 00 | 00 | 00 | 00  |

#### Resultados
- Los horarios corresponden a la hora local de Venezuela (UTC-4)

Calendario sujeto a cambios
|  | : |
|  | : |
|  | : |

|  | : |
|  | : |
|  | : |

|  | : |
|  | : |
|  | : |

|  | : |
|  | : |
|  | : |

|  | : |
|  | : |
|  | : |

|  | : |
|  | : |
|  | : |

|  | : |
|  | : |
|  | : |

|  | : |
|  | : |
|  | : |

|  | : |
|  | : |
|  | : |

|  | : |
|  | : |
|  | : |

## Final Apertura 2016
| 3 de septiembre de 2016, 15:00 | Deportivo Anzoátegui | 0:3 | Estudiantes de Guárico                                           | José Antonio Anzoátegui, Puerto La Cruz |  |
|                                |                      |     | Cinthia Zarabia · Maikerlyn Astudillo 53' · Paola Villamizar 60' |                                         |  |

| 10 de septiembre de 2016, 15:00 | Estudiantes de Guárico                                                     | 4:0 | Deportivo Anzoátegui | José Rodríguez Saez, San Juan de los Morros |  |
|                                 | Cinthia Zarabia 49' (p) · Milagros Mendoza 67' · Paola Villamizar 72', 82' |     |                      |                                             |  |

| Campeón                                             |
| Estudiantes de Guárico Torneo Apertura 2016 (LNFFV) |

## Clausura 2016

### Grupo Oriental
|   | Equipo                 | JJ | JG | JE | JP | GF | GC | DG | PTS |
| - | ---------------------- | -- | -- | -- | -- | -- | -- | -- | --- |
| 1 | Deportivo Anzoátegui   | 0  | 0  | 0  | 0  | 00 | 00 | 0  | 00  |
| 2 | San José de Paraguachí | 0  | 0  | 0  | 0  | 00 | 00 | 0  | 00  |
| 3 | Sulmona FC             | 0  | 0  | 0  | 0  | 00 | 00 | 0  | 00  |
| 4 | Cacherosas FC          | 0  | 0  | 0  | 0  | 00 | 00 | 0  | 00  |
| 5 | Prof. Antonio Mejías   | 0  | 0  | 0  | 0  | 00 | 00 | 0  | 00  |
| 6 | Academia Fariña        | 0  | 0  | 0  | 0  | 00 | 00 | 0  | 00  |

| , |  | vs. |  |                     |  |
|   |  |     |  | Árbitro(s): bandera |  |

| , |  | vs. |  |                     |  |
|   |  |     |  | Árbitro(s): bandera |  |

| , |  | vs. |  |                     |  |
|   |  |     |  | Árbitro(s): bandera |  |

| , |  | vs. |  |                     |  |
|   |  |     |  | Árbitro(s): bandera |  |

| , |  | vs. |  |                     |  |
|   |  |     |  | Árbitro(s): bandera |  |

| , |  | vs. |  |                     |  |
|   |  |     |  | Árbitro(s): bandera |  |

| , |  | vs. |  |                     |  |
|   |  |     |  | Árbitro(s): bandera |  |

| , |  | vs. |  |                     |  |
|   |  |     |  | Árbitro(s): bandera |  |

| , |  | vs. |  |                     |  |
|   |  |     |  | Árbitro(s): bandera |  |

### Grupo Central I
|   | Equipo        | JJ | JG | JE | JP | GF | GC | DG | PTS |
| - | ------------- | -- | -- | -- | -- | -- | -- | -- | --- |
| 1 | Caracas FC    | 0  | 0  | 0  | 0  | 00 | 00 | 0  | 00  |
| 2 | Pedagógico FC | 0  | 0  | 0  | 0  | 00 | 00 | 0  | 00  |
| 3 | UCV FC        | 0  | 0  | 0  | 0  | 00 | 00 | 0  | 00  |
| 4 | Atlético SC   | 0  | 0  | 0  | 0  | 00 | 00 | 0  | 00  |
| 5 | Petare FC     | 0  | 0  | 0  | 0  | 00 | 00 | 0  | 00  |
| 6 | Macarao FC    | 0  | 0  | 0  | 0  | 00 | 00 | 0  | 00  |

| , |  | vs. |  |                     |  |
|   |  |     |  | Árbitro(s): bandera |  |

| , |  | vs. |  |                     |  |
|   |  |     |  | Árbitro(s): bandera |  |

| , |  | vs. |  |                     |  |
|   |  |     |  | Árbitro(s): bandera |  |

| , |  | vs. |  |                     |  |
|   |  |     |  | Árbitro(s): bandera |  |

| , |  | vs. |  |                     |  |
|   |  |     |  | Árbitro(s): bandera |  |

| , |  | vs. |  |                     |  |
|   |  |     |  | Árbitro(s): bandera |  |

### Grupo Central II
|   | Equipo                  | JJ | JG | JE | JP | GF | GC | DG | PTS |
| - | ----------------------- | -- | -- | -- | -- | -- | -- | -- | --- |
| 1 | Deportivo La Guaira     | 0  | 0  | 0  | 0  | 00 | 00 | 0  | 00  |
| 2 | Casa Portuguesa         | 0  | 0  | 0  | 0  | 00 | 00 | 0  | 00  |
| 3 | Atlético Yara           | 0  | 0  | 0  | 0  | 00 | 00 | 0  | 00  |
| 4 | Academia Puerto Cabello | 0  | 0  | 0  | 0  | 00 | 00 | 0  | 00  |
| 5 | AFF San Diego           | 0  | 0  | 0  | 0  | 00 | 00 | 0  | 00  |
| 6 | Paso de las Negras      | 0  | 0  | 0  | 0  | 00 | 00 | 0  | 00  |
| 7 | EF Juan Arango          | 0  | 0  | 0  | 0  | 00 | 00 | 0  | 00  |
| 8 | Real Deportivo Sucre    | 0  | 0  | 0  | 0  | 00 | 00 | 0  | 00  |

| , |  | vs. |  |                     |  |
|   |  |     |  | Árbitro(s): bandera |  |

| , |  | vs. |  |                     |  |
|   |  |     |  | Árbitro(s): bandera |  |

| , |  | vs. |  |                     |  |
|   |  |     |  | Árbitro(s): bandera |  |

| , |  | vs. |  |                     |  |
|   |  |     |  | Árbitro(s): bandera |  |

| , |  | vs. |  |                     |  |
|   |  |     |  | Árbitro(s): bandera |  |

| , |  | vs. |  |                     |  |
|   |  |     |  | Árbitro(s): bandera |  |

| , |  | vs. |  |                     |  |
|   |  |     |  | Árbitro(s): bandera |  |

| , |  | vs. |  |                     |  |
|   |  |     |  | Árbitro(s): bandera |  |

### Grupo Occidental
|   | Equipo                | JJ | JG | JE | JP | GF | GC | DG | PTS |
| - | --------------------- | -- | -- | -- | -- | -- | -- | -- | --- |
| 1 | Caucheras FC          | 0  | 0  | 0  | 0  | 00 | 00 | 0  | 00  |
| 2 | Flor de Patria FC     | 0  | 0  | 0  | 0  | 00 | 00 | 0  | 00  |
| 3 | Independiente la Fría | 0  | 0  | 0  | 0  | 00 | 00 | 0  | 00  |
| 4 | Zamora FC             | 0  | 0  | 0  | 0  | 00 | 00 | 0  | 00  |
| 5 | Ureña SC              | 0  | 0  | 0  | 0  | 00 | 00 | 0  | 00  |
| 6 | Atlético Guanare      | 0  | 0  | 0  | 0  | 00 | 00 | 0  | 00  |

| , |  | vs. |  |                     |  |
|   |  |     |  | Árbitro(s): bandera |  |

| , |  | vs. |  |                     |  |
|   |  |     |  | Árbitro(s): bandera |  |

| , |  | vs. |  |                     |  |
|   |  |     |  | Árbitro(s): bandera |  |

| , |  | vs. |  |                     |  |
|   |  |     |  | Árbitro(s): bandera |  |

| , |  | vs. |  |                     |  |
|   |  |     |  | Árbitro(s): bandera |  |

| , |  | vs. |  |                     |  |
|   |  |     |  | Árbitro(s): bandera |  |

### Grupo Centro Occidental I
|   | Equipo              | JJ | JG | JE | JP | GF | GC | DG | PTS |
| - | ------------------- | -- | -- | -- | -- | -- | -- | -- | --- |
| 1 | Carabobo FC         | 0  | 0  | 0  | 0  | 00 | 00 | 0  | 00  |
| 2 | Deportivo Lara      | 0  | 0  | 0  | 0  | 00 | 00 | 0  | 00  |
| 3 | Talentos Portuguesa | 0  | 0  | 0  | 0  | 00 | 00 | 0  | 00  |
| 4 | Independencia FC    | 0  | 0  | 0  | 0  | 00 | 00 | 0  | 00  |
| 5 | Atlético Nirgua     | 0  | 0  | 0  | 0  | 00 | 00 | 0  | 00  |
| 6 | Máximo Viloria      | 0  | 0  | 0  | 0  | 00 | 00 | 0  | 00  |

| , |  | vs. |  |                     |  |
|   |  |     |  | Árbitro(s): bandera |  |

| , |  | vs. |  |                     |  |
|   |  |     |  | Árbitro(s): bandera |  |

| , |  | vs. |  |                     |  |
|   |  |     |  | Árbitro(s): bandera |  |

| , |  | vs. |  |                     |  |
|   |  |     |  | Árbitro(s): bandera |  |

| , |  | vs. |  |                     |  |
|   |  |     |  | Árbitro(s): bandera |  |

| , |  | vs. |  |                     |  |
|   |  |     |  | Árbitro(s): bandera |  |

### Grupo Centro Occidental II
|   | Equipo                 | JJ | JG | JE | JP | GF | GC | DG | PTS |
| - | ---------------------- | -- | -- | -- | -- | -- | -- | -- | --- |
| 1 | Estudiantes de Guárico | 0  | 0  | 0  | 0  | 00 | 00 | 0  | 00  |
| 2 | Granate Sport          | 0  | 0  | 0  | 0  | 00 | 00 | 0  | 00  |
| 3 | Lanceras de Apure      | 0  | 0  | 0  | 0  | 00 | 00 | 0  | 00  |
| 4 | Deportivo Cojedes      | 0  | 0  | 0  | 0  | 00 | 00 | 0  | 00  |
| 5 | Fufem Aragua           | 0  | 0  | 0  | 0  | 00 | 00 | 0  | 00  |
| 6 | La Trinidad            | 0  | 0  | 0  | 0  | 00 | 00 | 0  | 00  |

| , |  | vs. |  |                     |  |
|   |  |     |  | Árbitro(s): bandera |  |

| , |  | vs. |  |                     |  |
|   |  |     |  | Árbitro(s): bandera |  |

| , |  | vs. |  |                     |  |
|   |  |     |  | Árbitro(s): bandera |  |

| , |  | vs. |  |                     |  |
|   |  |     |  | Árbitro(s): bandera |  |

| , |  | vs. |  |                     |  |
|   |  |     |  | Árbitro(s): bandera |  |

| , |  | vs. |  |                     |  |
|   |  |     |  | Árbitro(s): bandera |  |

## Hexagonal Final
Se juega en fase de todos contra todos de 2 rondas en partidos de ida y vuelta, los dos mejores clasifican a la gran final.

### Clasificación
|   | Equipo | JJ | JG | JE | JP | GF | GC | DG | PTS |
| - | ------ | -- | -- | -- | -- | -- | -- | -- | --- |
| 1 |        | 0  | 0  | 0  | 0  | 00 | 00 | 0  | 00  |
| 2 |        | 0  | 0  | 0  | 0  | 00 | 00 | 0  | 00  |
| 3 |        | 0  | 0  | 0  | 0  | 00 | 00 | 0  | 00  |
| 4 |        | 0  | 0  | 0  | 0  | 00 | 00 | 0  | 00  |
| 5 |        | 0  | 0  | 0  | 0  | 00 | 00 | 0  | 00  |
| 6 |        | 0  | 0  | 0  | 0  | 00 | 00 | 0  | 00  |

- Los horarios corresponden a la hora local de Venezuela (UTC-4)

Calendario sujeto a cambios
|  |  |  |  |  |  |
|  |  |  |  |  |  |
|  |  |  |  |  |  |

|  |  |  |  |  |  |
|  |  |  |  |  |  |
|  |  |  |  |  |  |

|  |  |  |  |  |  |
|  |  |  |  |  |  |
|  |  |  |  |  |  |

|  |  |  |  |  |  |
|  |  |  |  |  |  |
|  |  |  |  |  |  |

|  |  |  |  |  |  |
|  |  |  |  |  |  |
|  |  |  |  |  |  |

|  |  |  |  |  |  |
|  |  |  |  |  |  |
|  |  |  |  |  |  |

|  |  |  |  |  |  |
|  |  |  |  |  |  |
|  |  |  |  |  |  |

|  |  |  |  |  |  |
|  |  |  |  |  |  |
|  |  |  |  |  |  |

|  |  |  |  |  |  |
|  |  |  |  |  |  |
|  |  |  |  |  |  |

|  |  |  |  |  |  |
|  |  |  |  |  |  |
|  |  |  |  |  |  |

## Final Apertura 2016
| 10 de diciembre de 2016, 11:00 | Caracas FC | 0:0 | Flor de Patria Fútbol Club | Cocodrilos Sport Park, Caracas - Distrito Capital |  |
|                                |            |     |                            | Árbitro(s): Elibith Higuera                       |  |

| 17 de diciembre de 2016, 12:00 | Flor de Patria Fútbol Club | 1:0 | Caracas FC | Estadio Jose Alberto Pérez, Valera - Trujillo (estado) |  |
|                                |                            |     |            | Árbitro(s): Emikar Caldera                             |  |

| Campeón                                        |
| Flor de Patria FC Torneo Clausura 2016 (LNFFV) |

## Cupo para la Copa Libertadores 2017
Flor de Patria se enfrentó a Estudiantes de Guárico, campeón del Torneo Apertura 2017 de la Superliga, para disputar el cupo internacional.
| # de agosto de 2017, 00:00 | Estudiantes de Guárico | 2:1 | Flor de Patria Fútbol Club |  |  |

| # de agosto de 2017, 00:00 | Flor de Patria Fútbol Club | 2:4 | Estudiantes de Guárico |  |  |

| Clasifica                                                          |
| Bandera del estado Guárico                                         |
| Estudiantes de Guárico Clasifica a Copa Libertadores Femenina 2017 |